# George Morgan (countryzanger)
George Morgan (Waverly, 28 juni 1924 - Madison, 7 juli 1975) was een Amerikaanse countryzanger. Hij is de vader van de countryzangeres Lorrie Morgan.

## Carrière
De in Ohio opgegroeide George Morgan begon zijn carrière bij de radiozender WWVA, waar hij optrad in het bekende World's Original Jamboree. In 1948 tekende hij bij Columbia Records een platencontract. Al met zijn eerste single Candy Kisses lukte hem in 1949 de commerciële doorbraak. De zelf gecomponeerde song werd een nummer 1-hit in de countryhitlijst, waar hij pas na vier weken werd verdrongen door Lovesick Blues van Hank Williams sr.. Nog in hetzelfde jaar had Morgan een reeks verdere top 10-successen, waaronder Room Full of Roses (#5).
In de Grand Ole Opry nam 'Candy Kid' de plaats in van Eddy Arnold, die ook bekend was door zijn romantische balladen. Zijn volgende hit had Morgan pas in 1952 met Almost (#3). Het waren vooral zijn regelmatige optredens in de Grand Ole Opry, die hem in het gezichtspunt van de openbaarheid hielden. Vanaf 1956 onderbrak hij zijn betrokkenheid voor drie jaar om bij een plaatselijke zender een tv-show over te nemen. De laatste grote hit had hij in 1959 met I'm In Love Again. Daarna wisselde Morgan meermaals van label, maar kon daarna niet meer evenaren aan zijn oude successen. Midden jaren 1960 verscheen hij nog enkele keren in de top 100. Hij bleef echter verder verbonden bij de Grand Ole Opry. Hier had ook zijn in 1959 geboren dochter Lorrie haar debuut. George Morgan maakte de carrière van zijn dochter echter niet meer mee.

## Overlijden
George Morgan overleed op 7 juli 1975 op 50-jarige leeftijd, kort voor zijn 51e verjaardag, aan de gevolgen van een hartinfarct.

## Discografie

### Albums
- 1957: Morgan, By George
- 1961: Golden Memories
- 1964: Tender Lovin' Care
- 1968: Steal Away
- 1969: George Morgan Sings Like A Bird
- 1974: A Candy Mountain Melody

- Bibsys: 10073329
- Biblioteca Nacional de España: XX4581011
- Bibliothèque nationale de France: cb138977086 (data)
- Gemeinsame Normdatei: 134953185
- International Standard Name Identifier: 0000 0001 1763 9941
- Library of Congress Control Number: n92053825
- MusicBrainz: e22f0c33-e597-4211-9bc9-79ae9085980f
- SNAC: w6gf0s1m
- Virtual International Authority File: 54333312
- WorldCat: E39PBJyWT6w9FhGryMbX8bM773